# Когда поёт далёкий друг
«Когда поёт далёкий друг» — лирическая песня-посвящение французскому актеру и певцу Иву Монтану. Написана поэтом Яковом Хелемским и композитором Борисом Мокроусовым в 1956 году по просьбе киноактера и певца Марка Бернеса, в том же году записана М. Н. Бернесом на радио и выпущена на пластинке. Была очень популярна в конце 1950-х годов. Ив Монтан впоследствии также исполнял эту песню с оригинальным французским текстом, написанным Франсисом Лемарком («Ami lointain»).

## Начало песни
Задумчивый голос Монтана

Звучит на короткой волне,

И ветки каштанов, парижских каштанов

В окно заглянули ко мне.

Припев:

Когда поёт далекий друг,

Теплей и радостней становится вокруг,

И сокращаются большие расстоянья,

Когда поёт хороший друг.

- Хелемский Я. Когда поёт хороший друг. // В кн.: Марк Бернес. Статьи. Воспоминания о М. Н. Бернесе. Составитель Л. М. Бернес-Бодрова. Вступительная статья и общая редакция Н. И. Смирновой. — М., 1980, с. 115-129 (в сокр.).
- Марк Бернес в воспоминаниях современников. Составление, предисловие и комментарии К. В. Шилова. — М., 2005, с. 136-166.
- Шемета Л. П. Марк Бернес в песнях. — Киев, 2008, с. 75-80.

- Яков Хелемский — Когда поет хороший друг
- Две песни Ива Монтана